# Gautegiz Arteaga
Gautegiz Arteaga är en kommun i Spanien. Den ligger i Biscayaprovinsen i den autonoma regionen Baskien i norra delen av landet, 300 km norr om huvudstaden Madrid. Antalet invånare är 878 (2024). Arean är 13,54 kvadratkilometer.